# Operador de d'Alembert
En la relativitat especial, electromagnetisme i teoria de l'ona, l'operador de d'Alembert (denotat per un quadrat: {\displaystyle \Box }), també anomenat operador d'Alembertià, operador d'ona o operador caixa és un operador laplacià de l'espai de Minkowski. L'operador rep el seu nom del matemàtic i físic francès Jean le Rond d'Alembert.
A l'espai de Minkowski, en coordenades estàndard (t, x, y, z), té la forma
{\displaystyle {\begin{aligned}\Box &=\partial ^{\mu }\partial _{\mu }=g^{\mu \nu }\partial _{\nu }\partial _{\mu }={\frac {1}{c^{2}}}{\frac {\partial ^{2}}{\partial t^{2}}}-{\frac {\partial ^{2}}{\partial x^{2}}}-{\frac {\partial ^{2}}{\partial y^{2}}}-{\frac {\partial ^{2}}{\partial z^{2}}}\\&={\frac {1}{c^{2}}}{\partial ^{2} \over \partial t^{2}}-\nabla ^{2}={\frac {1}{c^{2}}}{\partial ^{2} \over \partial t^{2}}-\Delta ~~.\end{aligned}}}
On ∇² és l'operador laplacià tridimensional i gμν és la mètrica inversa de Minkowski amb 
{\displaystyle g_{00}=1}, {\displaystyle g_{11}=g_{22}=g_{33}=-1}, {\displaystyle g_{\mu \nu }=0} for {\displaystyle \mu \neq \nu }.
S'ha de tenir en compte que els índexs de sumació μ i ν oscil·len entre 0 i 3: vegeu la notació d'Einstein. Hem assumit unitats tals que la velocitat de la llum c = 1.
(Alguns autors utilitzen alternativament la signatura mètrica negativa de (− + + +), amb {\displaystyle g_{00}=-1,\;g_{11}=g_{22}=g_{33}=1}).
Les transformacions de Lorentz deixen la mètrica de Minkowski invariant, de manera que el d'Alembertià produeix un escalar de Lorentz. Les expressions de coordenades anteriors segueixen sent vàlides per a les coordenades estàndard de cada marc inercial.

## Notacions alternatives
Hi ha diverses notacions per al d'Alembertià. El més comú és el símbol {\displaystyle \Box } (Unicode: U+2610 {\displaystyle \Box } BALLOT BOX): els quatre costats del quadrat que representen les quatre dimensions de l'espaitemps, i l'operador {\displaystyle \Box ^{2}} posa l'accent en la propietat escalar a través del terme quadrat (com el laplacià). Aquest símbol és de vegades anomenat quabla (veure símbol nabla). En consonància amb la notació triangular per al laplacià, de vegades s'utilitza {\displaystyle \Delta _{M}} .
Una altra manera d'escriure el d'Alembertià en coordenades estàndard planes és {\displaystyle \partial ^{2}}. Aquesta notació s'utilitza àmpliament en la teoria quàntica de camps, on normalment es indexen les derivades parcials, de manera que la manca d'un índex amb la derivada parcial quadrada assenyala la presència del d'Alembertià.
Algunes vegades {\displaystyle \Box } s'utilitza per representar la derivada covariant Levi-Civita en quatre dimensions. Llavors, s'utilitza el símbol {\displaystyle \nabla }per representar les derivades de l'espai, però això és dependent de la carta de coordenades.

## Aplicacions
- L'equació d'ona per a petites vibracions té la forma

{\displaystyle \Box _{c}u\left(x,t\right)\equiv u_{tt}-c^{2}u_{xx}=0~,}
on  u(x,t) és el desplaçament.
- L'equació d'ona del camp electromagnètic en buit és

{\displaystyle \Box A^{\mu }=0}
on Aμ és el quadripotencial electromagnètic.
- L'equació de Klein-Gordon té la forma

{\displaystyle (\Box +m^{2})\psi =0~,}
que descriu camps escalars d'espín zero.

## Funció de Green
La funció de Green, {\displaystyle G\left({\tilde {x}}-{\tilde {x}}'\right)}, per al operador d'Alembertian es defineix per l'equació
{\displaystyle \Box G\left({\tilde {x}}-{\tilde {x}}'\right)=\delta \left({\tilde {x}}-{\tilde {x}}'\right)}
on {\displaystyle \delta \left({\tilde {x}}-{\tilde {x}}'\right)}és la funció delta de Dirac multidimensional i {\displaystyle {\tilde {x}}} i {\displaystyle {\tilde {x}}'} són dos punts a l'espai de Minkowski.
Una solució especial ve donada per la funció de Green retardada que correspon a la propagació del senyal només cap endavant en el temps
{\displaystyle G\left({\vec {r}},t\right)={\frac {1}{4\pi r}}\Theta (t)\delta \left(t-{\frac {r}{c}}\right)~~~}
on {\displaystyle \Theta } és la funció esglaó de Heaviside.